# Girolamo Bonsignori
Pour les articles homonymes, voir Famille Bonsignori et Bonsignori.

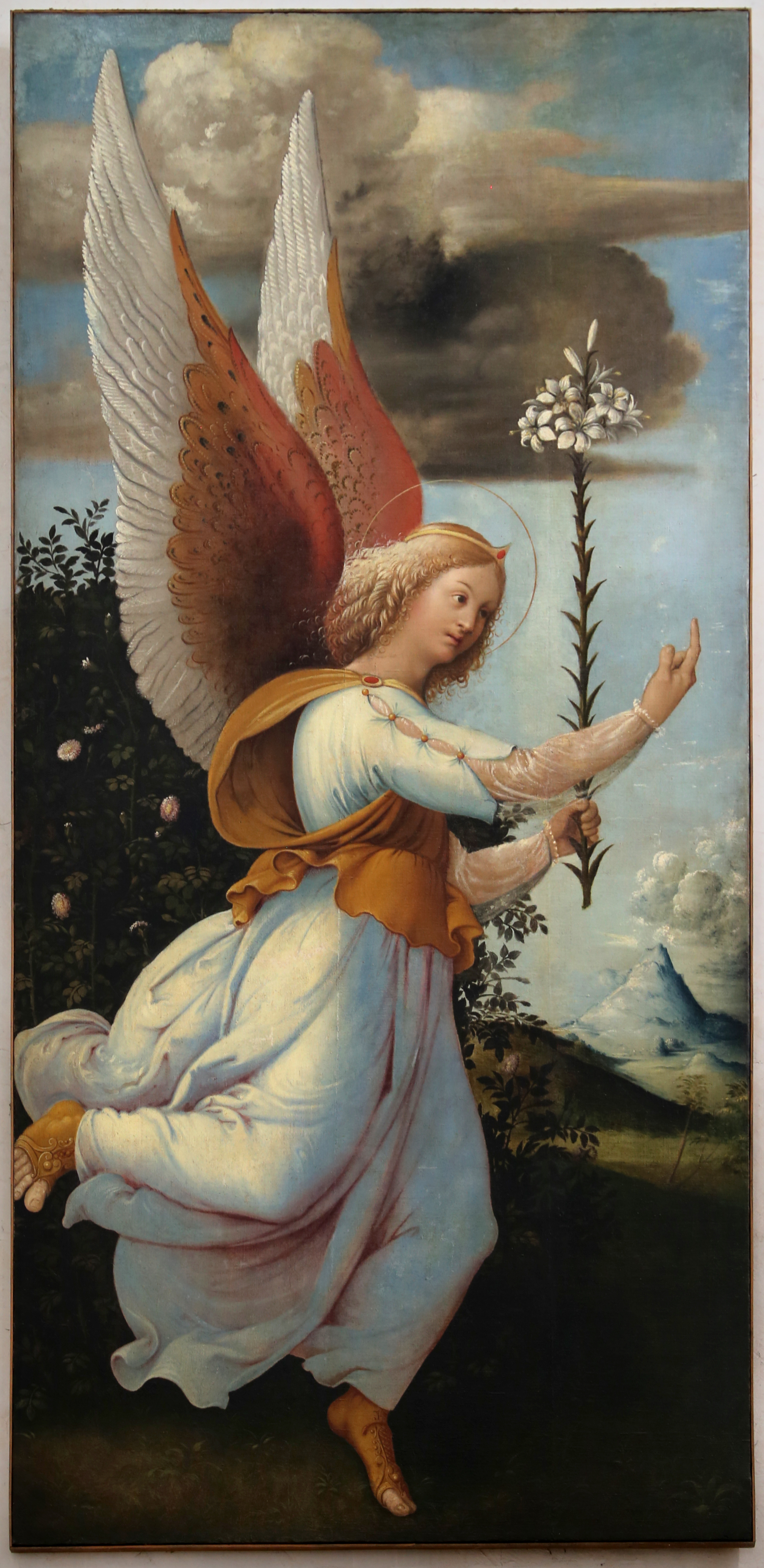
Annunciation, San Francesco al Corso, Verona

Girolamo Bonsignori, ou Girolamo Monsignori (dit Fra) ou Fra Monsignori (Vérone, 1472, Mantoue, 1529) est un peintre italien, le frère de Francesco Bonsignori (ou Francesco-Girolamo Monsignori) peintre véronais plus connu.

## Biographie
Girolamo Monsignori (dit Fra), fils du peintre Alberto Bonsignori (ou Alberto Monsignori), a appartenu à l'ordre des Dominicains  dans les premières années du XVIe siècle, mort de la peste en soignant des pestiférés.
Il a été influencé par le passage de Léonard de Vinci, dont il copie le Cenacolo pour le réfectoire de San Benedetto Po (dans une interprétation quasi classique et raphaélique), à l'intérieur d'un cadre architectural inspiré du Corrège.
Son autre frère Cherubino Bonsignori (ou Fra Cherubino Monsignori) a appartenu à l'ordre des Franciscains et a été un enlumineur.

## Œuvres
- Ultima Cena, conservée à Badia Polesine[2].
- Annonciation, buffet d'orgue, église dominicaine de S. Pietro Martire à Murano
- La Fede, retable  à la basilique de Mantoue
- Archange Gabriel,
- Cristo portacroce, huile sur toile, 61 cm × 47,5 cm, château de Šternberk, près d'Olomouc, en République tchèque.
- Chute du Christ sous la Croix, Académie des Beaux-Arts, Mantoue.
- La Vierge et l'Enfant (fresque), église Saint Barnabé, Mantoue.